# Техническая химия
Техническая химия — часть химической науки, непосредственно занимающаяся химическими аспектами технологий, химией технологических процессов.
Сюда часто относят текстильную химию, химию обработки материалов, химию стекла (связанную с оптической промышленностью), а также химические аспекты экономики.

## История
Началом технической химии считается XV-XVII век.
- В середине XV в. была разработана технология воздуходувных горнов.
- Нужды военной промышленности стимулировали работы по усовершенствованию технологии производства пороха.
- В течение XVI в. удвоилось производство золота и в девять раз возросло производство серебра.

Выходят фундаментальные труды по производству металлов и различных материалов, используемых в строительстве, при изготовлении стекла, крашении тканей, для сохранения пищевых продуктов, выделки кож.
С расширением потребления спиртных напитков совершенствуются методы перегонки, конструируются новые перегонные аппараты. Появляются многочисленные производственные лаборатории, прежде всего металлургические.
- Среди химиков-технологов того времени можно упомянуть Ванноччо Бирингуччо (1480—1539), чей классический труд О пиротехнике был напечатан в Венеции в 1540 г. и содержал 10 книг, в которых речь шла о рудниках, испытании минералов, приготовлении металлов, перегонке, военном искусстве и фейерверках.
- Другой известный трактат, О горном деле и металлургии, был написан Георгом Агриколой (1494—1555).
- Первая книга по технической химии на русском языке написана переводчиком Михаилом Агентовым в XVIII веке[1][2].

## Современность
- Институт технической химии УрО РАН (ИТХ, Пермь).
- Журналы
  - «Текстильная химия»
  - «Физика и химия обработки материалов»
  - «Химия в интересах устойчивого развития»
  - «Химия и технология топлив и масел»
  - «Химия твёрдого топлива»
  - «Химическая промышленность сегодня».